# Sonos de memoria
Sonos de memoria è un album in studio della cantante italiana Maria Carta, pubblicato nel 1981 dalla Chante du Monde e ristampato nel 1987 dalla Fonit Cetra. È una raccola di canti tradizionali sardi, canti gregoriani e del repertorio del cantu a chiterra. 

## Tracce
Lato A
1. Ave Maria (Deus ti salvet Maria) – 4:25
2. Muttos de amore  (mutu in logudorese) – 2:00
3. Corsicana (La corsicana) – 3:22
4. A David a ninnia (ninna nanna) – 2:20
5. Chelu e mare – 2:26
6. Sonos de memoria – 3:02
7. Disisperada a mama mia (disisperada) – 3:02
8. Gosos (Su patriotu sardu a sos feudatarios) (gosos) – 3:04
9. Si bemolle – 3:00
10. Boghe 'e riu – 1:40
11. Vexilla regis prodeunt (Venanzio Fortunato) – 3:27
12. A bezzos 'e iddha mia (cantu in re) – 1:56

Lato B
1. Ballu
2. Ninnia a Gesus (ninna nanna)
3. A Su Fogu
4. Stabat Mater (canto gregoriano)
5. A Baddà (canto del XVIII secolo della Gallura e Corsica)
6. Dies Irae (canto gregoriano)
7. Fizu, su coro (ninna nanna)
8. Trallallera (trallallera in gallurese) – 2:54
9. Fa diesis (accò su fogu)
10. Nuoresa (canto a Sa Nuoresa, logudorese) – 3:02
11. A ninnia (ninna nanna)
12. Ave Maria (Alghero 1700) (Ave Maria) – 2:00

## Formazione
- Lorenzo Pietrandrea – chitarra
- Franco Giuffrida – chitarra acustica
- Luigi Lai – launeddas
- Fabio Agostini – organo a canne
- Maria Carta – elaborazione dei testi